# Rádióamatőr hívójel
Az amatőr rádióállomásokat szabályos hívójelük azonosítja.
A hívójel első két (egyes esetekben egy) karaktere (az ún. prefix) nemzetközi megállapodás alapján azt az országot azonosítja, ahol a rádióállomás működik, az utána következő karakterek (suffix) pedig az adott országon belül a rádióállomást. (A hívójel első két karakterének vagy két betűnek kell lennie, vagy egy betűnek, amelyet egy számjegy követ, vagy egy számjegynek, amelyet egy betű követ.)
Magyarországon az amatőr hívójel az engedélyeshez kötött, azt a rádióengedélyben a hatóság jelöli ki. Az engedély lehet egyéni, vagy közösségi (például egy rádióklub klubállomása esetén). A magyar hívójelek legfeljebb 7 karakterből állnak, a következő összetételben:
- az első két karakter HA vagy HG, vagyis a prefix
- 1 számjegy, amit körzetazonosítónak is neveznek
- egy vagy több betű, más néven suffix

A versenyállomások számára kiadott különleges hívójel 4 karakterből áll, alkalmi rádióállomás hívójele legalább 5, legfeljebb 10 karakterből állhat.
Magyarázatra talán a versenyállomások és a alkalmi rádióállomások szorulnak. Vannak amatőr állomások, amelyek a rádióforgalmi versenyeken való hatékonyabb részvétel céljából rövidített, csak 4 karakterből álló hívójelet (például HG5A) igényelnek, ugyanis az ilyen hívójel távírón gyorsabban leadható, távbeszélő üzemben egyszerűbben betűzhető. Más állomások pedig valamilyen esemény, évforduló alkalmából igényelnek alkalmi engedélyt és hívójelet (például Csokonai Vitéz Mihály halálának 200. évfordulója alkalmából működött a HA200CVM hívójelű állomás).

## Néhány országhívójelprefixe
- Csehország – OK
- Szlovákia – OM
- Ausztria – OE
- Szlovénia – S5
- Horvátország – 9A
- Szerbia  – YT, YU, YZ
- Montenegró - 4O
- Románia – YO
- Ukrajna – EM-EO, UR-UZ
- USA – W, K, N, AA-AK
- Kanada – VE, VO, VY
- Japán – JA-JS, 7K-7N
- Ausztrália – VK
- Oroszország – R, RA-RZ, U, UA-UI
- Kína – BY, BF, BU
- Dél-Afrikai Köztársaság – ZR-ZU
- Anglia – G, GX, M
- Brazília – PP-PY

## Külső hivatkozás
- A prefixek naprakész listája például az arrl.org oldalon olvasható.